# مظفر القرميسيني
مظفّر القَرميسيني، أحد علماء أهل السنة والجماعة ومن أعلام التصوف السني في القرن الرابع الهجري، وصفه أبو عبد الرحمن السلمي بأنّه: «من كبار مَشَايِخ الْجَبَل وجلتهم وَمن الْفُقَرَاء الصَّادِقين، كَانَ أوحد الْمَشَايِخ فِي طَرِيقَته»، أصله من «قَرمِيسين» (بلد تقع في غرب إيران قرب همدان)

## من روى عنهم ورووا عنه
صحب عبد الله الخراز وَمن فَوْقه من الْمَشَأيِخ. وصحبه أبو الفضل عباس بن أحمد الأزدي، وأبو بكر الدينوري الطرطوسي،

## من أقواله
- الصَّوْم ثَلَاثَة صَوْم الرّوح بقصر الأمل وَصَوْم الْعقل بِخِلَاف الْهوى وَصَوْم النَّفس بالإمساك عَن الطَّعَام والمحارم.[3]
- يُحَاسب الله الْمُؤمنِينَ يَوْم الْقِيَامَة بالمنة وَالْفضل وَيُحَاسب الْكفَّار بِالْحجَّةِ وَالْعدْل.[1]
- الجوع إِذَا ساعدته القناعة فَهُوَ من مزرعة الفكر وينبوع الحكمة وحياة الفطنة ومصباح القلب.[6]
- من تأدب بآداب الشرع تأدب به متبوعه، ومن تهاون بالآداب هلك، وأهلك، ومن لم يأخذ الآداب عن حكيم لا يتأدب به مريد.[7]